# Peter Haahr Nielsen
Peter Haahr Nielsen (født 14. juni 1977 i Esbjerg) er en dansk civiløkonom, der siden 1. januar 2020 har været administrerende direktør for Carlsberg Danmark. 
Peter Haahr Nielsen har gennemført en HA (almen) fra Syddansk Universitet i 2001 og er desuden cand.merc. i økonomisk markedsføring fra Copenhagen Business School i 2004.
Han har arbejdet i Carlsberg siden 2004 og har haft flere roller i marketing- og salgsorganisationen. Før han blev administrerende direktør for Carlsberg Danmark var han salgsdirektør for Off Trade og havde således ansvaret for salg til detailhandelen.